# تیرونین
تیرونین (به انگلیسی: Thyronine) با فرمول شیمیایی C۱۵H۱۵NO۴ یک ترکیب شیمیایی با شناسه پاب‌کم ۵۴۶۱۱۰۳ است. که جرم مولی آن ۲۷۳٫۲۸ g/mol می‌باشد. 